# Coulogne
Coulogne is een gemeente in het Franse departement Pas-de-Calais (regio Hauts-de-France). De plaats maakt deel uit van het arrondissement Calais. Coulogne  telde op 1 januari 2022 5.403 inwoners.

## Geografie
De oppervlakte van Coulogne bedroeg op 1 januari 2022 9,16 vierkante kilometer; de bevolkingsdichtheid was toen 589,8 inwoners per km².

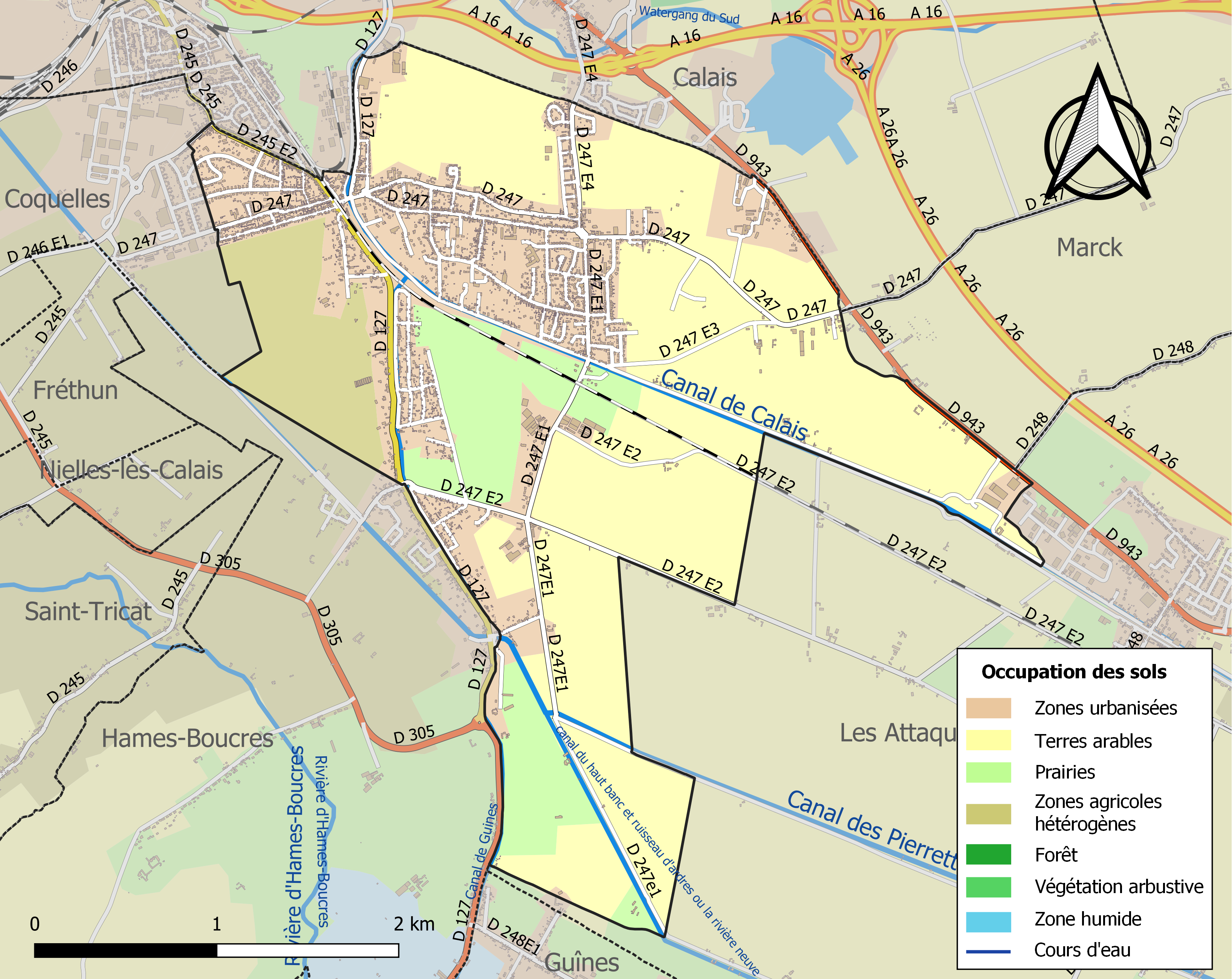
Kaart van de gemeente met belangrijkste infrastructuur, bodemgebruik en omliggende gemeenten

## Demografie
Onderstaande figuur toont het verloop van het inwonertal (bron: INSEE-tellingen).